# Lactobacillus acidophilus
Lactobacillus acidophilus е вид бактерия от семейство Lactobacillaceae, която е част от нормалната човешка микрофлора и обитава дебелото черво и вагината на човека. Други лактобактерии са Lactobacillus delbrueckii subsp. bulgaricus, Lactobacillus casei и други.
Наименованието на бактерията Lactobacillus acidophilus е съчетание от думи с латински и гръцки произход: lactos (лат.) – „мляко“ и bacillus (лат.) – „пръчка“; acido (лат.) – „кисел“ и phileo (гр.) – „обичам“, и отразява афинитета ѝ към киселата среда на живот, както и способността ѝ да преработва чрез млечнокисела ферментация захарите до млечна киселина.
Ацидофилната бактерия живее в много по-кисела среда, отколкото останалите бактерии (рH 4 – 5 и по-малко), и се развива в диапазона 30 – 37 °C температура. Млечно-киселите бактерии създават различни отпадни продукти от своята дейност, но единствено ацидофилната бактерия произвежда само млечна киселина, затова тя се определя като хомоферментативна.

## Значение зафизиологиятана човека
Значението на ацидофилната бактерия за човека се определя от участието ѝ в процесите на поддържане на чревната микрофлора в здравословно и балансирано състояние, включително чрез подпомагане процесите на усвояване на храната и минералните вещества от организма.
Чревната микрофлора представлява типична биоценоза, т.е. такова съжителство, при което всички представители оказват взаимно влияние един върху друг и не могат нормално да съществуват поотделно. В процеса на еволюция се е формирало много успешно съжителство (симбиоза) на две нива на живот – на човешкия организъм-гостоприемник и на бактериите, съществуването на които като едно цяло осигурява и за двете страни голяма устойчивост и независимост от промените в средата на обитание. За да могат да съществуват полезните микроорганизми в червата и да изпълняват правилно функциите си, трябва да се поддържа кисела среда, което всъщност става при балансирана микрофлора.
Липсата или слабата активност на полезните микроорганизми водят до задържането на изпражнения в червата и развитието на процесите на гниене в тях. Последните създават в дебелото черво вече алкална среда, която спомага за развитието на патогенната микрофлора и унищожаването на полезната, като по този начин този порочен кръг се затваря. В резултат на това, процесът на дисбаланс в организма постоянно се влошава: отделителните системи се претоварват, появява се и се повишава самоинтоксикацията. Нарушенията в метаболизма стават устойчиви, възникват и се усилват дисфункциите на различни органи и системи.

## Терапевтично приложение в медицината
След откриването и изолирането на ацидофилните бактерии от американския учен Моро, научните основи за изследване възможностите за терапевтично приложение в медицината на бактериите, включително ацидофилната, поставя в началото на ХХ век руския учен и Нобелов лауреат Иля Мечников. Въз основа на изследванията, които прави, ученият забелязва, че приемът на млечно-кисели продукти възпрепятства развитието на болестни процеси, свързани с храносмилателния тракт. През 60-те и 70-те години на ХХ век интензивни целенасочени изследвания в тази посока се правят в Академията на науките на Арменската ССР от основателя на катедрата по микробиология Левон Акопович Ерзинкян.
Този засилен интерес към терапевтичните възможности на ацидофилните бактерии и техни щамове се дължи на прекалено интензивната употреба на антибиотиците, което довежда до резистентност на патогенните микроорганизми и търсене на нови пътища за ефективно справяне с тях.
Развитието на изследванията в медицината отваря нова епоха в използването на полезните бактерии, вкл. ацидофилната, като пробиотици. Подобно на другите пробиотици, Lactobacillus Acidophilus подпомага храносмилането и разграждането на веществата в стомашно-чревния тракт, подобрява перисталтиката.

### Ползи
- предпазва организма от развитието на гъбични и бактериални инфекции на пикочно-половата система, като потиска потиска растежа най-вече на Candida Albicans, която е най-често срещаната гъбичка, причинител на заболявания;
- ускорява процеса на регенерация на лигавиците;
- произвежда антитела срещу патогенните микроорганизми;
- участва в синтеза на различни ензими, минерали и витамини;
- стимулира производството на λ и γ интерферон;
- като терапевтично средство при лечение на заболявания като дисбактериоза, дизентерия и др.
- повлиява благоприятно страничните симптоми след химиотерапия;
- намалява нивото на лошия холестерол;
- повлиява благоприятно състоянието след радиационно облъчване

## Приложение в хранително-вкусовата промишленост
- Lactobacillus acidophilus се използва за производството на закваски и ацидофилно мляко.

## Приложение в козметиката
- Lactobacillus acidophilus се използва за производството на кремове за ръце и вода за уста.